# Chuck Robb
Charles Spittal Robb (* 26. června 1939, Phoenix, Arizona) je americký demokratický politik. V letech 1982–1986 působil jako guvernér státu Virginie a v letech 1989–2001 byl jedním ze dvou senátorů za Virginii v Senátu Spojených států amerických. Jeho politická kariéra byla poznamenána řadou skandálů, což ho ve volbách v roce 2000 stálo křeslo senátora, které ztratil ve prospěch republikánského kandidáta George Allena.